# Inès Ibbou
Inès Feryel Ibbou (en árabe: إيناس فريال إيبو‎; nacida el 5 de enero de 1999) es una jugadora de tenis argelina.
Ibbou tiene un ranking de carrera en solitario en la WTA de 512 logrado el 3 de octubre de 2022. También tiene un ranking en la WTA de 430 logros el 3 de octubre de 20122. Ibbou ha ganado tres ITF en individual y seis en dobles. 
Jugando para Argelia en la Fed Cup, Ibbou tiene un registro G/P de 4–4.

## Títulos ITF

### Individual (3)
| Torneos de $100,000 |
| Torneos de $75,000  |
| Torneos de $50,000  |
| Torneos de $25,000  |
| Torneos de $15,000  |
| Torneos de $10,000  |

| N.º | Fecha                    | Torneo           | Superficie | Oponentes        | Resultado        |
| --- | ------------------------ | ---------------- | ---------- | ---------------- | ---------------- |
| 1.  | 9 de septiembre de 2013  | Tlemcen, Argelia | Arcilla    | Amandine Cazeaux | 6-1, 6-1         |
| 2.  | 17 de septiembre de 2017 | Hammamet, Túnez  | Arcilla    | Varvara Gracheva | 3-6, 7-6(4), 6-0 |
| 3.  | 22 de mayo de 2022       | Oran, Argelia    | Arcilla    | Lexie Stevens    | 6-4, 6-2         |

#### Finalista (5)
| N.º | Fecha                   | Torneo            | Superficie | Oponentes         | Resultado    |
| --- | ----------------------- | ----------------- | ---------- | ----------------- | ------------ |
| 1.  | 1 de mayo de 2016       | Hammamet, Túnez   | Arcilla    | Sandra Zaniewska  | 1-6, 4-6     |
| 2.  | 19 de noviembre de 2017 | Benicarlo, España | Arcilla    | Vivien Juhászová  | 1-6, 2-6     |
| 3.  | 19 de mayo de 2019      | Antalya, Turquía  | Arcilla    | Eléonora Molinaro | 2-6, 4-6     |
| 4.  | 14 de febrero de 2021   | Monastir, Túnez   | Dura       | Linda Fruhvirtová | 2-6, 2-6     |
| 3.  | 29 de mayo de 2022      | Oran, Argelia     | Arcilla    | Lexie Stevens     | 6-7(4), ret. |

### Dobles (6)
| Torneos de $100,000 |
| Torneos de $75,000  |
| Torneos de $50,000  |
| Torneos de $25,000  |
| Torneos de $15,000  |
| Torneos de $10,000  |

| N.º | Fecha                    | Torneos         | Superficie | Pareja                 | Oponentes                                  | Resultado         |
| --- | ------------------------ | --------------- | ---------- | ---------------------- | ------------------------------------------ | ----------------- |
| 1.  | 25 de noviembre de 2013  | Nules, España   | Arcilla    | Noelia Bouzo Zanotti   | Maria Canero Perez Maria Jose Luque Moreno | 7-5, 6-4          |
| 2.  | 10 de septiembre de 2017 | Hammamet, Túnez | Arcilla    | Isabella Tcherkes Zade | Victoria Bosio María Fernanda Herazo       | 6-1, 6-4          |
| 3.  | 3 de senero de 2021      | Monastir, Túnez | Dura       | Anna Sisková           | Fiona Ganz Elena Gemović                   | 6-3, 6-1          |
| 4.  | 10 de enero de 2021      | Monastir, Túnez | Dura       | Darya Astakhova        | Manon Arcangioli Salma Djoubri             | 6-3, 6-0          |
| 5.  | 29 de mayo de 2022       | Oran, Argelia   | Arcilla    | Amira Benaïssa         | Luisa Meyer auf der Heide Lexie Stevens    | w/o               |
| 6.  | 11 de septiembre de 2022 | Montreux, Suiza | Arcilla    | Naïma Karamoko         | Jenny Dürst Weronika Falkowska             | 2-6, 6-3, [16-14] |

#### Finalista (4)
| N.º | Fecha                 | Torneos         | Superficie | Pareja           | Oponentes                           | Resultado        |
| --- | --------------------- | --------------- | ---------- | ---------------- | ----------------------------------- | ---------------- |
| 1.  | 4 de abril de 2016    | Hammamet, Túnez | Arcilla    | Kélia Le Bihan   | Alice Bacquié Irina Maria Bara      | 1-6, 0-6         |
| 2.  | 18 de abril de 2016   | Hammamet, Túnez | Arcilla    | Petra Januskova  | Manon Arcangioli Angelica Moratelli | 3-6, 4-6         |
| 3.  | 30 de abril de 2016   | Hammamet, Túnez | Arcilla    | Petra Januskova  | Madeleine Kobelt Nora Niedmers      | 6-1, 3-6, [7-10] |
| 4.  | 13 de febrero de 2022 | Hammamet, Túnez | Dura       | Kristina Dmitruk | Miyu Kato Kisa Yoshioka             | 4-6, 5-7         |